# Daniel Mc Callum

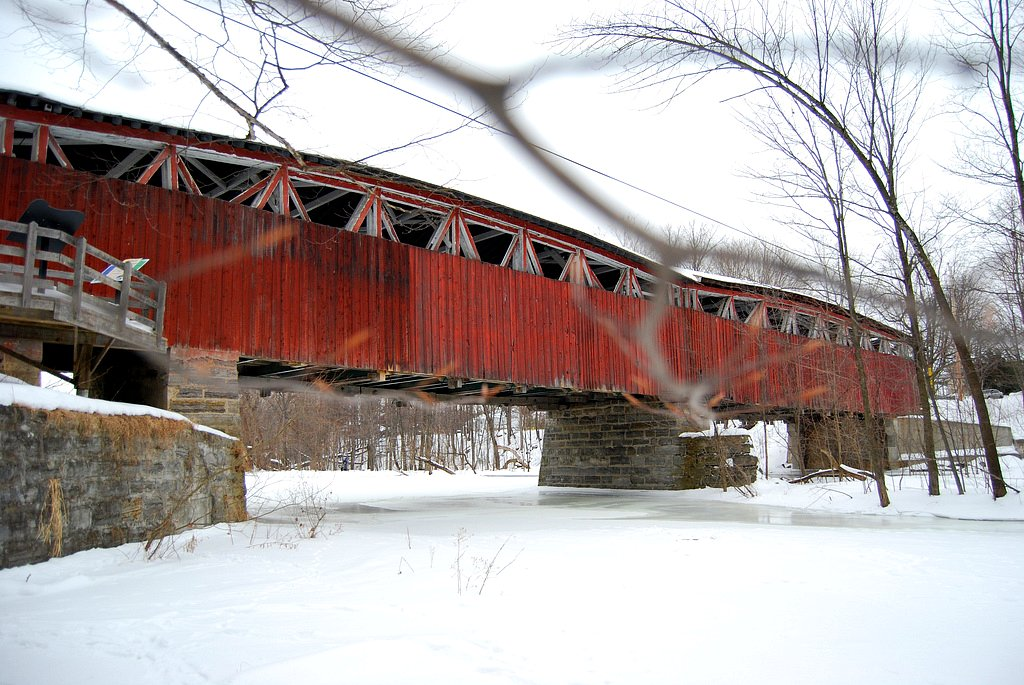
Puente cubierto Percy

Daniel Craig McCallum (1815-1878) fue un ingeniero del ferrocarril y gerente. y acreditado de haber desarrollado el primer organigrama.

## Biografía
Nació en Escocia en 1815. Su familia migró a Nueva York cuando era un niño. Se convirtió en el Superintendente General de Nueva York y Erie del ferrocarril en 1855, y luego fundó la compañía de Puentes McCallum en 1858. Fue uno de los primeros defensores del organigrama como una forma de gestionar las operaciones de negocio.
En febrero de 1862, Edwin M. Stanton, el Secretario de Guerra, nombró Director Militar a McCallum  y superintendente de los ferrocarriles de la Unión. La organización exitosa de McCallum y la gestión de los ferrocarriles le valieron el ascenso a General de División.
McCallum desarrolló la armadura en arco rígido en la construcción de los puentes McCallum , utilizado en puentes de ferrocarril de madera en los EE. UU. y Canadá en el siglo XIX. La llegada de puentes de acero de manera efectiva hizo obsoleto su diseño. El único ejemplo que queda en el mundo de la armadura McCallum es el puente cubierto Percy (1861), irónicamente, puente peatonal y de vehículos. Se cruza el río Chateauguay en Powerscourt, Quebec, entre los municipios de Elgin y Hinchinbrooke.
También escribió una serie de poemas.

## Algunas publicaciones
- 1856. "Report of the Superintendent of the New York and Erie Railroad to the Stockholders, for the Year Ending September 30" in: Annual Report. New York and Erie Railroad Company, 1856. p. 33-97
- 1857. "Report of D. C. McCallum to the stockholders of the New York and Erie Railroad, March 25"  in: Annual Report. New York and Erie Railroad Company, 1857. (Extracto en línea)
- 1859. McCallum's inflexible arched truss bridge explained and illustrated
- 1861. Military railroads, 1861-1867: general orders, instructions and reports. United States. War Dept.
- 1862. Soldiers' marching song: "Our country and our home." Air--"John Brown". 4 p.
- 1866. Reports of Bvt. Brig. Gen. D. C. McCallum: director and general manager of the military railroads of the United States, and [of James B. Fry] the provost marshall general. Con James Barnet Fry. United States. Military Railroad Dept.
- 1870. The Water Mill and Other Poems. Brooklyn, N.Y.

### Otras lecturas
- Alfred D. Chandler, Jr. (1956). "Henry Varnum Poor: philosopher of management, 1812-1905." in: Men in Business. William Miller (eds.) Cambridge, Massachusetts: Harvard University Press, 1956. Cáp. III y IV
- Hopper, Ken, and Will Hopper (2007). "Dan McCallum Creates the Multidivisional Corporation" in: The Puritan Gift: triumph, collapse and revival of an American dream. IB Tauris Publishers, 2007. p. 66-73